# Музей еврейского искусства Шервина Миллера
Музей еврейского искусства Шервина Миллера (англ. Sherwin Miller Museum of Jewish Art) — художественный музей, расположенный в Талсе, штат Оклахома.

## Описание
Был снован в 1965 году как Музей еврейского искусства Гершона и Ребекки Фенстер (англ. Gershon & Rebecca Fenster Museum of Jewish Art). Первым куратором стал Шервин Миллер. До 1998 года музей находился в синагоге конгрегации Бнай Эмуна. В 2000 году музей был переименован в честь Миллера, и в ноябре 2004 года переехал на своё нынешнее место в кампус Зарроу Еврейской федерации Талсы. В 2013 году получил аккредитацию Американского альянса музеев.
Это единственный американский еврейский музей в регионе, в нём хранится крупнейшая коллекция еврейского искусства на Юго-Западе США. Постоянная коллекция насчитывает более 16 тысячи экспонатов, включая предметы археологического и ритуального значения, этнографические костюмы, синагогальный текстиль, исторические документы и изобразительное искусство. Экспозиционная площадь здания музея составляет 13 700 квадратных футов (1270 м²). Само здание состоит из двух уровней. На нижнем уровне находится постоянная экспозиция «Холокост», где представлены документы, фотографии и другие памятные вещи ветеранов из Оклахомы, которые освобождали нацистские концентрационные лагеря, еврейских беженцев из нацистской Германии, а также жертв Холокоста и тех, кто пережил его. На верхнем уровне выставлены произведения искусства и артефакты, связанные с историей еврейского народа, начиная с доканаанитского периода на Ближнем Востоке и заканчивая еврейскими поселениями в Оклахоме.
В ноябре 2020 года после трёх лет планирования и строительства музей открыл свой новый центр Холокоста. Микель Янц сказал, что его целью является «…рассказывать о Холокосте. Почему это произошло, когда это произошло, и кто пострадал, и как это влияет на нас сегодня». Кроме того, здесь также представлены экспозиции, посвященные трагедиям, коснувшимся Оклахомы — Дороге слёз и резне в Талсе. Янц также отметил, что это единственный в своём роде музей в Оклахоме.
Музей является частью культурного центра Фенстер/Сандитен, а также Образовательного центра Национального совета еврейских женщин, посвященного Холокосту, который был открыт в апреле 1995 года в День Катастрофы военнослужащими 45-й пехотной дивизии. В нём также располагается Еврейское историческое общество Оклахомы и Еврейский архив Оклахомы. В нём даже есть образцовая синагога, обставленная мебелью из бывшей синагоги Бет-Ахава в Маскоги, штат Оклахома. В ней два раза в неделю проводятся богослужения для детей из дневной школы еврейской общины Мизель, также расположенной на территории кампуса Зарроу.
В феврале 2021 года вандалы уничтожили пять статуй, посвящённых детям, убитым во время Холокоста, которые были частью экспозиции под открытым небом.